# Erophila
Genre
Erophila est un genre de plantes herbacées de la famille des Brassicaceae.

## Espèce
- Erophila verna (L.) Chevall. [1827, Fl. Gén. Env. Paris, 2 : 898] syn. de Draba verna L., la Drave printanière.

La classification phylogénétique APG IV (2016) retient le nom Draba verna L.